# Wilhelm Müller
Wilhelm Müller (Dessau, 7 d'octubre de 1794- 30 de setembre de 1827) fou un poeta líric alemany.

## Vida
Wilhelm Müller va néixer a Dessau i fou fill d'un sastre. Va estudiar a l'institut de la seva ciutat natal i a la Universitat Humboldt de Berlín, on va fer estudis filològics i històrics. El 1813-1814 va participar, com a voluntari, en l'aixecament nacional contra Napoleó. El 1817 va visitar Itàlia, i el 1820 publicava les seves impressions dins Rom, und Römer Römerinnen. El 1818 fou nomenat professor de literatura clàssica a l'escola de Dessau, i el 1820 bibliotecari a la biblioteca ducal.

## Müller i Schubert
A Müller no se'l considera una figura essencial de la literatura alemanya, i el seu treball seria probablement menys conegut si el seu contemporani, el compositor Franz Schubert, no hagués posat música a una part de la poesia de Müller. Els dos cicles de cançons Die schöne Müllerin i Winterreise de Schubert estan basats en col·leccions de Müller.
El fill de Müller, Friedrich Max Müller, va ser investigador orientalista i fundador de la disciplina de la religió comparada.
L'escriptor espanyol Andrés Neuman, qui havia traduït els poemes de Müller al castellà, va guanyar el Premi Alfaguara amb una novel·la titulada El viajero del siglo (2009), inspirada en els poemes de Viatge d'hivern (Winterreise), en què donava vida a uns quants dels seus personatges.